# عبدالله عطفه
عبدالله عطفه (عربی: عبدالله عطفة؛ ۱۸۹۷ – ۱۹۷۶) سرلشکر نیروی زمینی سوریه بود، که در فاصله سال‌های ۱۹۴۷ تا ۱۹۴۸ به‌عنوان نخستین رئیس ستاد کل نیروهای مسلح سوریه فعالیت می‌کرد.
وی چندی بعد از استقلال سوریه از فرانسه سال ۱۹۴۶ برگرده گرفت و در دو دولت وزیر دفاع انتخاب شد.

## زندگی
وی زندگی نظامی خود را در دانشگاه نظامی عثمانی در استانبول شروع کرد و سال ۱۹۵۱ از آنجا فارغ‌التحصیل شد. وی با درجهٔ افسر در ارتش عثمانی آغاز به کار کرد، اما سال ۱۹۱۶ از آن جدا شد و به انقلاب بزرگ عربی به رهبری شریف حسین پیوست. پس از جنگ جهانی اول، به ارتش سوریه که فیصل یکم، خلال پادشاهی عربی سوریه پیوست. قبل از اینکه نبرد میسلون بین پادشاهی سوریه و فرانسه آغاز شود، به اردن، برای بازداشت نشدن، گریخت و سال ۱۹۲۱ که فرانسه عفو عمومی اعلام کرد به سوریه بازگشت و به ارتش شرق که قیمومت فرانسه تشکیل داده بود پیوست. وی در فرانسه سال ۱۹۳۸ آموزش نظامی دید و افزایش رتبه نظامی در خلال جنگ جهانی دوم کسب کرد، تا فرمانده منطقه ساحلی سوریه شد. خلال تظاهرات‌های ۱۹۴۵ سوریه، عطفه از فرانسویان سرپیچی کرد و به نیروهای آنان هجوم برد.
بعد از خروج سربازان فرانسوی از سوریه، شکری قوتلی وی را سال ۱۹۴۷ رئیس ستاد ارتش سوریه که تازه تأسیس بود گماشت. زمانی که جنگ عرب‌ها و اسرائیل سال ۱۹۴۸ آغاز شد عطفه رئیس ارتش سوریه در این جنگ بود که وی همراه با وزیر دفاع سوریه احمد شرباتی به دلیل سوء ادارهٔ آماده‌سازی ارتش مجبور به استعفاء شدند. پس از وی حسنی الزعیم، رئیس ستاد ارتش می‌شود و دست به کودتای نظامی می‌زند. پس از موفقیت الزعیم در کودتای نظامی مارس ۱۹۴۹، الزعیم رئیس‌جمهور می‌شود و عطفه را به وزارت دفاع سوریه می‌گمارد. پس از برکناری الزعیم و تشکیل دولت انتقالی سوریه، عطفه در سمت خود ابقا می‌شود و پس از استعفای این دولت عطفه از عرصهٔ سیاسی کناره‌گیری می‌کند.